# Villa De Leo
Villa De Leo è una villa storica, situata a Bagnara Calabra (RC), progettata in stile Art Nouveau nel 1912.

## Patrimonio storico
La famiglia De Leo, proprietaria di Villa De Leo, è originaria di Bagnara Calabra, cittadina della costa tirrenica meridionale dalla peculiare posizione geografica, inclusa in un'ampia insenatura semicircolare. Alla fine del XIX secolo, al casato De Leo appartenevano i più grossi e potenti proprietari terrieri e industriali della Calabria e del Meridione. Magnati e pionieri della bonifica agraria, dell'industria del legno e di quella agricola, i De Leo con i loro commerci si spingevano fino in Grecia, a Marsiglia e a Londra. Nel 1910, il Cavaliere Antonio De Leo (1868-1937), diede incarico all'ingegnere torinese Eugenio Mollino, padre dell'architetto Carlo Mollino, di studiare il progetto per una villa signorile. Nel 2011, cento anni dopo, con Decreto ministeriale Villa De Leo è stata dichiarata di interesse culturale particolarmente importante e quindi, sottoposta a tutela da parte del Ministero dei beni e delle attività culturali e del turismo, con le seguenti motivazioni: 
(Decreto del Ministero dei beni e delle attività culturali e del turismo n. 858 del 25.5.2011)

## La costruzione
All'indomani del devastante terremoto del 1908 che rase al suolo Reggio Calabria, Messina e molti paesi delle due provincie, il progetto doveva rispondere ai requisiti antisismici previsti dalla Legge antisismica Nazionale del 1909, adottando quindi le tecniche ed i materiali maggiormente sicuri ed ottenendo nello stesso tempo l'effetto estetico della costruzione. È quindi questo il primo grande progetto di abitazione signorile a struttura antisismica, che risolveva il problema tecnico del palazzo edificato tra due vie di differente livello e tutte e due a piano inclinato. «Nella parte più alta di Bagnara la strada provinciale che conduce a Palmi attraversa una piccola valle a mezzo di un viadotto a tre arcate, sotto il quale la strada si svolge attraversando in salita due arcate e raggiungendo poi, per un'ampia e pittoresca curva, dominante il mare, il viadotto stesso. Gli spalloni di questo viadotto formano: quello a valle la base di una antica residenza dei Borboni, quello a monte il sostegno del terrapieno annesso quale giardino alla villa De Leo. Il castello, pure proprietà della Casa De Leo, era stato sopraelevato in parte. Mentre il viadotto e la parte preesistente del castello resistettero magnificamente allo sconvolgimento tellurico del 1908, andò invece completamente rovinata la nuova costruzione in sopraelevazione. Quando si consideri che il viadotto misura un'altezza di m. 18 circa e così i muri di risvolto degli spalloni che resistettero alle scosse, risulta indubbia la solidità della montagna sulla quale le opere sono state costruite; e tale montagna in seguito agli scavi praticati per la nuova costruzione si riconobbe costituita di roccia compatta». Per lo studio del progetto dal punto di vista architettonico, pesanti furono le prescrizioni e le restrizioni governative per le costruzioni antisismiche. Non erano permessi più di due piani; non si doveva superare l'altezza media di dieci metri; i cornicioni non dovevano sporgere oltre ai m. 0,40, non oltre 0,60 i balconi. L'esame dei disegni mostra come le difficoltà di ottenere l'equilibrio delle masse e l'armonia dell'insieme vennero risolte e come il progetto non venne modificato nella sua esecuzione. Il garage per le macchine e gli autisti fu costruito in un'area più a monte e l'abitazione del segretario fu realizzata lungo la salita Pinna.

### A Villa De Leo si riceve
Famiglia di industriali e politici, al casato De Leo si deve la costruzione di opere di ingegneria civile, di segherie imponenti e la realizzazione di progetti per sfruttare i corsi d'acqua dell'Aspromonte per produrre energia elettrica, ancora mancante in quasi tutta la provincia, quindi la realizzazione di centrali elettriche. In questa villa i De Leo hanno ricevuto personaggi illustri da tutto il Paese, come i membri della famiglia reale. Nel 1925 ospitarono S.A.R. Filiberto di Savoia-Genova, Duca di Pistoia, con oltre 300 invitati; i giornali del tempo misero in evidenza la calda ospitalità e lo stile della famiglia De Leo, ricordando l'apprezzamento del Principe, il quale affascinato dalla splendida architettura dell'edificio, volle conoscere il nome dell'architetto, premiato con medaglia d'oro per quel suo progetto – che fu oggetto di pubblicazione sulle più importanti riviste di architettura – all'Esposizione Internazionale di Torino del 1911. Nel 1932 furono ospiti il Principe Umberto II di Savoia e la Principessa Maria José del Belgio e il solo Principe nel maggio del 1935, in visita alla Chiesa del Carmine di Bagnara di cui era Priore il Commendatore Antonio De Leo.

## Oggi
Attualmente la Villa, che è stata oggetto di campagne di promozione e valorizzazione anche da parte del FAI-Fondo Ambiente Italiano, è disabitata ed è in vendita. Non hanno avuto seguito le proposte alla Città Metropolitana di Reggio Calabria, alla Provincia di Reggio Calabria e alla Regione Calabria, finalizzate anche al restauro, alla ristrutturazione e quindi all'apertura di questa Villa storica alla comunità di Bagnara Calabra in particolare e al pubblico in genere.